# На чужий смак
«На чужий смак» (фр. Le goût des autres) — французький кінофільм режисера Аньєс Жауї, поставлений у 2000 році. У 2001 році був номінований на «Оскара» як найкращий фільм іноземною мовою, та у цьому ж року отримав чотири Премії Сезар та три Премії «Люм'єр» .

## Сюжет
В основі сюжету історія трьох чоловіків і трьох жінок. У них різні можливості і їм властиві різні смаки. Кастелло володіє промисловим підприємством в Руані. Бруно його водій, що захоплюється грою на флейті. Франк — охоронець Кастелло. Його ж дружина Анжеліка дружить з подругою його охоронця, що працює офіціанткою та мріє про дружбу з артистами, щоб вирватися із замкнутого, задушливого середовища вищого суспільства і зрозуміти, як вона насправді самотня. Є ще і акторка, яку Кастелло найняв як його особисту викладачку англійської.
Несподівано опинившись серед людей іншого складу розуму та інших смаків, Кастелло відчуває, що ніколи не зрозуміє їх, якщо не скине окови того життя, яке він вимушений вести вже багато років. Кастелло відчуває, що він не самотній у своєму прагненні, але не здогадується, як прийдешні зміни ускладнять його внутрішній світ й усе, що його оточує.

## В ролях
| Актор(ка)         |   | Роль             |
| ----------------- | - | ---------------- |
| Жан-П'єр Бакрі    | • | Жан-Жак Кастелло |
| Анн Альваро       | • | Клара Дево       |
| Ален Шаба         | • | Бруно Дешамп     |
| Аньєс Жауї        | • | Мані             |
| Жерар Ланвен      | • | Франк Морено     |
| Кристіана Мілле   | • | Анжеліка         |
| Владімир Йорданов | • | Антоїн           |
| Анн Ле Ні         | • | Валері           |
| Бріжит Катійон    | • | Беатріс Кастелла |
| Рафаель Дюфур     | • | Бену             |
| Ксав'є Де Гійбон  | • | Вебер            |

## Нагороди та номінації
| Нагороди та номінації фільм «На чужий смак» | Нагороди та номінації фільм «На чужий смак» | Нагороди та номінації фільм «На чужий смак»     | Нагороди та номінації фільм «На чужий смак» | Нагороди та номінації фільм «На чужий смак» | Нагороди та номінації фільм «На чужий смак» |
| Рік                                         | Нагорода                                    | Категорія                                       | Номінант                                    | Результат                                   |                                             |
| ------------------------------------------- | ------------------------------------------- | ----------------------------------------------- | ------------------------------------------- | ------------------------------------------- | ------------------------------------------- |
| 2000                                        | Фестиваль романтичних фільмів у Кабурі      | Найкращий актор                                 | Жан-П'єр Бакрі                              | Перемога                                    |                                             |
| 2000                                        | Європейський кіноприз                       | Найкращий фільм                                 | Найкращий фільм                             | Номінація                                   |                                             |
| 2000                                        | Європейський кіноприз                       | Європейське відкриття року                      | Аньєс Жауї                                  | Номінація                                   |                                             |
| 2000                                        | Європейський кіноприз                       | Найкращий сценарист                             | Аньєс Жауї, Жан-П'єр Бакрі                  | Перемога                                    |                                             |
| 2000                                        | Монреальський кінофестиваль                 | Гран-прі Америки                                | Аньєс Жауї                                  | Перемога                                    |                                             |
| 2001                                        | Оскар                                       | Найкращий фільм іноземною мовою                 | Найкращий фільм іноземною мовою             | Номінація                                   |                                             |
| 2001                                        | Премія «Люм'єр»                             | Найкращий фільм                                 | Найкращий фільм                             | Перемога                                    |                                             |
| 2001                                        | Премія «Люм'єр»                             | Найкращий режисер                               | Аньєс Жауї                                  | Перемога                                    |                                             |
| 2001                                        | Премія «Люм'єр»                             | Найкращий сценарій                              | Аньєс Жауї, Жан-П'єр Бакрі                  | Перемога                                    |                                             |
| 2001                                        | Премія «Сезар»                              | Найкращий фільм                                 | Найкращий фільм                             | Перемога                                    |                                             |
| 2001                                        | Премія «Сезар»                              | Найкращий режисер                               | Аньєс Жауї                                  | Номінація                                   |                                             |
| 2001                                        | Премія «Сезар»                              | Найкращий актор                                 | Жан-П'єр Бакрі                              | Номінація                                   |                                             |
| 2001                                        | Премія «Сезар»                              | Найкращий актор другого плану                   | Жерар Ланвен                                | Перемога                                    |                                             |
| 2001                                        | Премія «Сезар»                              | Найкращий актор другого плану                   | Ален Шаба                                   | Номінація                                   |                                             |
| 2001                                        | Премія «Сезар»                              | Найкраща акторка другого плану                  | Анн Альваро                                 | Перемога                                    |                                             |
| 2001                                        | Премія «Сезар»                              | Найкраща акторка другого плану                  | Аньєс Жауї                                  | Номінація                                   |                                             |
| 2001                                        | Премія «Сезар»                              | Найкращий оригінальний або адаптований сценарій | Аньєс Жауї, Жан-П'єр Бакрі                  | Перемога                                    |                                             |
| 2001                                        | Премія «Сезар»                              | Найкращий монтаж                                | Ерве де Луц                                 | Номінація                                   |                                             |
| 2001                                        | Давид ді Донателло                          | Найкращий фільм іноземною мовою                 | Найкращий фільм іноземною мовою             | Перемога                                    |                                             |
| 2001                                        | Золота зірка французького кіно              | Найкращий фільм                                 | Найкращий фільм                             | Перемога                                    |                                             |
| 2001                                        | Золота зірка французького кіно              | Найкращий перший фільм                          | Аньєс Жауї                                  | Перемога                                    |                                             |